# Lista premierilor Republicii Cehe
- Aceasta este o listă a prim-miniștrilor Republicii Cehe până în prezent, incluzând perioada 1969 - 1990, când Republica Cehă se numea Republica Socialistă Cehă, fiind una din cele două republici ale statului federal Cehoslovacia, cealaltă fiind Republica Socialistă Slovacă.

## Republica Socialistă Cehă
Republica Socialistă Cehă a existat ca entitate juridică între 1969 și 1990, fiind numită și Republica Cehă, una din cele două entități statale ale statului federal Cehoslovacia. 
1. Stanislav Rázl, 8 ianuarie - 29 septembrie 1969
2. Josef Kempný, 29 septembrie 1969 - 28 ianuarie 1970
3. Josef Korčák, 28 ianuarie 1970 - 20 martie 1987
4. Ladislav Adamec, 20 martie 1987 - 12 octombrie 1988
5. František Pitra, 12 octombrie 1988 - 6 februarie 1990
6. Petr Pithart, 6 februarie 1990 - 2 iulie 1992
7. Václav Klaus, 2 iulie 1992 - 31 decembrie 1992 (continuarea, mai jos)

## Republica Cehă(stat suveran)
Această listă este generată cu date din Wikidata și este actualizată periodic de un robot.
 Editările făcute în listă vor fi șterse la următoarea actualizare!
| Nume             | Începutul mandatului | Sfârșitul mandatului |
| ---------------- | -------------------- | -------------------- |
| Václav Klaus     | 1993-01-01           | 1998-01-02           |
| Josef Tošovský   | 1997-12-17           | 1998-07-22           |
| Miloš Zeman      | 1998-07-17           | 2002-07-15           |
| Vladimír Špidla  | 2002-07-15           | 2004-08-04           |
| Stanislav Gross  | 2004-08-04           | 2005-04-25           |
| Jiří Paroubek    | 2005-04-25           | 2006-09-04           |
| Mirek Topolánek  | 2006-08-16           | 2009-05-08           |
| Jan Fischer      | 2009-04-09           | 2010-07-10           |
| Petr Nečas       | 2010-06-28           | 2013-07-10           |
| Jiří Rusnok      | 2013-06-25           | 2014-01-29           |
| Bohuslav Sobotka | 2014-01-17           | 2017-12-13           |
| Andrej Babiš     | 2017-12-06           | 2021-12-17           |
| Petr Fiala       | 2021-12-17           |                      |